# نیومی جود
نیومی جود (انگلیسی: Naomi Judd؛ زادهٔ ۱۱ ژانویهٔ ۱۹۴۶ – درگذشتهٔ ۳۰ آوریل ۲۰۲۲) یک خواننده و بازیگر اهل ایالات متحده آمریکا بود. وی از سال ۱۹۸۳ میلادی مشغول فعالیت بود.

## زندگی‌شخصی و مرگ
در ۶ می ۱۹۸۹، جود با لری استریکلند از گروه موزیک چهارجانبه ایالتی پالمتو ازدواج کرد. این ازدواج دوم وی بود.
جود مدت‌ها از افسردگی رنج می‌برد. قریب به ۲۰۰۰ افسردگی او بدتر شد و بیشتر با اضطراب، حملات پانیک و افکار خودکشی همراه بود. داروهای تجویز شده برای او، از جمله لیتیوم، عوارض جانبی از جمله ورم صورت، آلوپسی، و لرزش ایجاد کرد که باعث ناراحتی روحی بیشتر او گردید.
در ۳۰ آوریل ۲۰۲۲، جود در سن ۷۶ سالگی در خانه خود در نزدیکی نشویل، تنسی، بر اثر خودکشی درگذشت. دخترانش با اعلام خبر مرگ او در بخشی از توییت خود نوشتند: «امروز ما خواهران یک فاجعه را تجربه کردیم. ما مادر زیبای خود را به دلیل بیماری روانی از دست دادیم.»